# Bandar Baharu
Huyện Bandar Baharu là một huyện thuộc bang Kedah của Malaysia. Huyện Bandar Baharu có dân số thời điểm năm 2010 ước tính khoảng 41332 người.